# Rudgea colombiana
Rudgea colombiana är en måreväxtart som beskrevs av Paul Carpenter Standley. Rudgea colombiana ingår i släktet Rudgea och familjen måreväxter. Inga underarter finns listade i Catalogue of Life.